# Daniel Carlsson (piloto)
Daniel Carlsson, (29 de junio de 1976, Suecia) es un piloto de rally sueco, que ha competido en el Campeonato del Mundo de Rally. Ha participado en 44 pruebas del mundial y su mejor resultado ha sido un tercer puesto en el Rally de Suecia de 2006. 

## Trayectoria
| Año  | Equipo                 | Vehículo                    | 1       | 2       | 3       | 4       | 5       | 6       | 7       | 8       | Posición | Puntos |
| ---- | ---------------------- | --------------------------- | ------- | ------- | ------- | ------- | ------- | ------- | ------- | ------- | -------- | ------ |
| 1999 | Privado                | Opel Astra                  | SWE 40  |         |         |         |         |         |         |         | -        | 0      |
| 1999 | Privado                | Mitsubishi Lancer Evolution |         | FIN Ret |         |         |         |         |         |         | -        | 0      |
| 2000 | Privado                | Toyota Corolla WRC          | SWE 23  |         |         |         |         |         |         |         | -        | 0      |
| 2001 | Privado                | Toyota Corolla WRC          | SWE 7   | POR Ret | FIN Ret | SRM Ret |         |         |         |         | -        | 0      |
| 2002 | Privado                | Ford Puma S1600             | MON 20  |         | ESP Ret | GRE Ret |         | ALE Ret | SRM Ret | GBR Ret | -        | 0      |
| 2002 | Privado                | Mitsubishi Lancer Evo VII   |         | SWE 20  |         |         | FIN Ret |         |         |         | -        | 0      |
| 2003 | Privado                | Suzuki Ignis S1600          | MON DES | TUR Ret | GRE 18  | FIN 19  | SRM Ret | ESP 22  | GBR 14  |         | -        | 0      |
| 2004 | Privado                | Peugeot 206 WRC             | SWE 8   | NUZ 8   | GRE 5   | FIN Ret | FIN 9   | GER Ret |         | COR 11  | 12º      | 6      |
| 2004 | Marlboro Peugeot Total | Peugeot 307 WRC             |         |         |         |         |         |         | GBR Ret |         | 12º      | 6      |
| 2005 | Privado                | Peugeot 307 WRC             | SWE 6   |         |         |         |         |         |         |         | 19º      | 5      |
| 2005 | Privado                | Subaru Impreza              |         | CER Ret |         | TUR 8   | GRE Ret |         |         |         | 19º      | 5      |
| 2005 | Privado                | Peugeot 206 WRC             |         |         | CHI 14  |         |         | ARG 15  |         |         | 19º      | 5      |
| 2005 | Marlboro Peugeot Total | Peugeot 307 WRC Evo2        |         |         |         |         |         |         | JAP 8   | AUS Ret | 19º      | 5      |
| 2006 | Privado                | Mitsubishi Lancer WRC05     | SWE 3   | FIN Ret |         |         |         |         |         |         | 16º      | 6      |
| 2007 | Privado                | Citroën Xsara WRC           | SWE 5   | FIN 7   | POR 6   | CER Ret |         |         |         |         | 14º      | 9      |